# Celestyny
Celestyny – wieś w Polsce położona w województwie wielkopolskim, w powiecie tureckim, w gminie Malanów.
Wieś położona jest w południowo-zachodniej części gminy Malanów, około kilometr od drogi wojewódzkiej nr 470. Zamieszkuje ją 80 osób.

## Historia
Słownik geograficzny Królestwa Polskiego podaje, że na początku XIX wieku Celestyny stanowiły kolonię w powiecie tureckim, w gminie i parafii Malanów. Zdaniem jego autorów powstała za czasów pruskich w dobrach poarcybiskupich Malanów, czyli w XVIII wieku.
W 1827 roku wieś miała powierzchnię 324 mórg, 19 gospodarstw wiejskich, które zamieszkiwało 155 osób. Byli to głównie niemieccy rolnicy, gospodarujący na gruntach najsłabszych klas.
Pod koniec XIX wieku liczba domów wzrosła do 22, jednak o liczbie mieszkańców w tym okresie źródła nie wspominają.
Pozostałością po mieszkających tu w przeszłości Niemcach, jest stary, zaniedbany cmentarz.
W latach 1975–1998 miejscowość administracyjnie należała do województwa konińskiego.